# Mistrzostwa Panamerykańskie w Skeletonie 2025
Mistrzostwa Panamerykańskie w Skeletonie 2025 – zawody o tytuł mistrza Panameryki w skeletonie, które – w ramach zawodów Pucharu Ameryki Północnej w skeletonie – odbyły się w dniu 25 stycznia 2025 r. w amerykańskim Lake Placid. Zgodnie z programem mistrzostw rozegrano dwie konkurencje: ślizg kobiet oraz ślizg mężczyzn.

## Wyniki

### Kobiety
| Pozycja | Zawodniczka           | Reprezentacja     | 1. ślizg | 1. ślizg | 2. ślizg | 2. ślizg | Czas łączny | Strata |
| Pozycja | Zawodniczka           | Reprezentacja     | Czas     | Pozycja  | Czas     | Pozycja  | Czas łączny | Strata |
| ------- | --------------------- | ----------------- | -------- | -------- | -------- | -------- | ----------- | ------ |
| złoto   | Nicole Rocha Silveira | Brazylia          | 55.30    | 1.       | 55.61    | 1.       | 1:50.91     | –      |
| srebro  | Hallie Clarke         | Kanada            | 55.57    | 2.       | 55.98    | 2.       | 1:51.55     | +0.64  |
| brąz    | Jane Channell         | Kanada            | 55.72    | 3.       | 56.12    | 3.       | 1:51.84     | +0.93  |
| 4.      | Kendall Wesenberg     | Stany Zjednoczone | 56.13    | 4.       | 56.35    | 4.       | 1:52.48     | +1.57  |
| 5.      | Grace Dafoe           | Kanada            | 56.85    | 5.       | 57.29    | 5.       | 1:54.14     | +3.23  |
| 6.      | Laura Vargas          | Kolumbia          | 57.70    | 7.       | 57.80    | 6.       | 1:55.50     | +4.59  |
| 7.      | Hannah Gaskins        | Stany Zjednoczone | 57.88    | 8.       | 58.13    | 9.       | 1:56.01     | +5.10  |
| 8.      | Logan Wudi            | Stany Zjednoczone | 58.25    | 10.      | 57.88    | 7.       | 1:56.13     | +5.22  |
| 9.      | Liesel Baker          | Stany Zjednoczone | 58.24    | 9.       | 58.04    | 8.       | 1:56.28     | +5.37  |
| 10.     | Sha'Londa Terry       | Stany Zjednoczone | 57.56    | 6.       | 58.89    | 10.      | 1:56.45     | +5.54  |

### Mężczyźni
| Pozycja | Zawodnik               | Reprezentacja     | 1. ślizg | 1. ślizg | 2. ślizg | 2. ślizg | Czas łączny | Strata |
| Pozycja | Zawodnik               | Reprezentacja     | Czas     | Pozycja  | Czas     | Pozycja  | Czas łączny | Strata |
| ------- | ---------------------- | ----------------- | -------- | -------- | -------- | -------- | ----------- | ------ |
| złoto   | Bradley Nicol          | Stany Zjednoczone | 55.05    | 1.       | 55.34    | 1.       | 1:50.39     | –      |
| srebro  | Ryan Kuehn             | Kanada            | 55.76    | 2.       | 55.75    | 2.       | 1:51.51     | +1.12  |
| brąz    | Josip Brusic           | Kanada            | 55.90    | 4.       | 55.95    | 3.       | 1:51.85     | +1.46  |
| brąz    | Andrew Whittier-Neises | Stany Zjednoczone | 55.77    | 3.       | 56.08    | 4.       | 1:51.85     | +1.46  |
| 5.      | Eduardo Strapasson     | Brazylia          | 56.33    | 6.       | 56.24    | 5.       | 1:52.57     | +2.18  |
| 6.      | Mark Lynch             | Kanada            | 56.32    | 5.       | 56.47    | 6.       | 1:52.79     | +2.40  |
| 7.      | Nicholas Brooks        | Stany Zjednoczone | 56.47    | 7.       | NQ       | NQ       | 56.47       | —      |
| 8.      | Tyler Lutz             | Stany Zjednoczone | 56.92    | 8.       | NQ       | NQ       | 56.92       | —      |
| 9.      | Dylan Burris           | Stany Zjednoczone | 57.06    | 9.       | NQ       | NQ       | 57.06       | —      |
| 10.     | Lukas Kissell          | Stany Zjednoczone | 57.31    | 10.      | NQ       | NQ       | 57.31       | —      |

## Klasyfikacja medalowa
| Miejsce | Państwo           |   |   |   | Razem |
| ------- | ----------------- | - | - | - | ----- |
| 1.      | Stany Zjednoczone | 1 | 0 | 1 | 2     |
| 2.      | Brazylia          | 1 | 0 | 0 | 1     |
| 3.      | Kanada            | 0 | 2 | 2 | 4     |